# Alexander Abrahamsson
Nils Oscar Alexander Abrahamsson, född 7 augusti 1999, är en svensk fotbollsspelare som spelar för polska Zagłębie Lubin.

## Karriär
Abrahamsson började spela fotboll i Unik FK och gick därefter till Sunnersta AIF. 2015 gick han till Djurgårdens IF. I januari 2019 flyttades Abrahamsson upp i A-laget, där han skrev på ett tvåårskontrakt. Abrahamsson tävlingsdebuterade den 23 februari 2019 i en 3–0-vinst över Hässleholms IF i Svenska cupen. Säsongen 2020 hade Abrahamsson skadebekymmer och spelade inga tävlingsmatcher. Efter säsongen 2020 lämnade han Djurgården.
I mars 2021 värvades Abrahamsson av Akropolis IF. Han gjorde sin Superettan-debut den 11 april 2021 i en 1–1-match mot IK Brage. I januari 2022 värvades Abrahamsson av IF Brommapojkarna, där han skrev på ett tvåårskontrakt. I januari 2024 förlängde Abrahamsson sitt kontrakt med ett år.
I januari 2025 värvades Abrahamsson av polska Zagłębie Lubin, där han skrev på ett 2,5-årskontrakt.